# Ptychosperma schefferi
Ptychosperma schefferi là loài thực vật có hoa thuộc họ Arecaceae. Loài này được Becc. ex Martelli miêu tả khoa học đầu tiên năm 1935.